# António Prates
António José Prates (natural de Vale de Açor, Ponte de Sor) é um reconhecido galerista, empresário, escritor e músico português tendo fundado a Galeria de São Bento em 1984, o Centro Português de Serigrafia em 1985, e alguns anos depois a Galeria António Prates e a Fundação António Prates.
António Prates é conhecido por promover e divulgar as artes em Portugal não só de artistas portugueses como estrangeiros através do Centro Português de Serigrafia e das suas galerias, a Galeria de São Bento e a Galeria António Prates, promovendo, divulgando e comercializando obra original. Adicionalmente, António Prates criou a Fundação com o seu nome (Fundação António Prates).

## Atividade
Tendo sido anteriormente diretor-geral na editora Grolier, durante 12 anos e meio, onde ganhou o gosto pelas artes, António Prates iniciou a sua atividade como galerista em 1984 com a abertura da Galeria de São Bento, nessa época um grande acontecimento dado o número muito reduzido de galerias de arte em Portugal.
Pouco tempo após a abertura deu-se o início de um ciclo de performances que juntavam arte, poesia e música denominado "Não só poesia, mas também...", o que aumentou esporadicamente a popularidade desta, tornando a Galeria de São Bento num espaço de comum encontro de artistas e outros intelectuais da época.
No entanto, a fraca rentabilidade da galeria, muito visitada apenas durante inaugurações e eventos, fez António Prates repensar sobre este aspeto. Em 1985 contactou o pintor Manuel Cargaleiro convidando-o a fazer uma serigrafia e fundou, com o objetivo de formar um clube de arte, o Centro Português de Serigrafia, convidando, mais tarde, o irmão, João Prates, para o liderar.
Entretanto a Galeria de São Bento continuo a ganhar mais visibilidade, no entanto tornou-se insuficiente para outros projetos de maior dimensão. Perante esta dificuldade António Prates fundou a galeria com seu nome: Galeria António Prates. Esta tinha também como objetivo o contacto com artistas de renome internacionais.
Este objetivo foi atingido com a realização de exposições nos anos precedentes de grandes nomes da arte internacional por exemplo da Figuração Narrativa, como Antonio Segui, Bernard Rancillac, Erró, Jacques Monory, Peter Klasen e Vladimir Velickovic, do Novo Realismo como Arman e Yves Klein e também com outros grupos de artistas como o grupo espanhol El Paso, com artistas como Antonio Suárez, Luis Feito, Manuel Viola, Rafael Canogar e Antonio Saura assim como outros espanhóis como Alberto Reguera, Andrés Alcántara, Esther Pizarro, Hilario Bravo e José Manuel Ciria.
A galeria tornou-se pioneira, exibindo das primeiras exposições no mundo de Arte Robótica (2004) e Bioarte (2005), com Leonel Moura, Miguel Chevalier, Harold Cohen, Ken Rinaldo, Christa Sommerer e Laurent Mignonneau.
Fez também a primeira exposição de Street Art em Portugal, com intervenção direta dos artistas, "Além-Paredes" (2012) Costah, Dalaiama, EL ST, Pantónio, ± maismenos ± (Miguel Januário), MAR (Gonçalo Ribeiro), Maria Imaginário, Miguel "RAM", Robert Proch, Target, YUP – Paulo Arraiano.
Por outro lado, a pintura portuguesa esteve sempre presente na Galeria António Prates. Destacam-se os consagrados Artur Cruzeiro Seixas, Carlos Calvet, Nadir Afonso, assim como artistas mais novos como Clara Martins, Leonel Moura, Luís de Lemos, Manuel Patinha, etc.
Em 13 de Julho de 2007, inaugurou a Fundacão António Prates em Ponte de Sor, no entanto tendo esta apenas aí se fixado temporariamente.
Em 15 de Dezembro de 2017, lançou o livro "Vida - Narrativas Poéticas".
Em Julho de 2021 lançou o livro "Vida - Fragmentos".
Em 2022 editou um CD/DVD "I'M A DREAMER", gravado no estúdio Jorge Quintela Produções. Disponível em Amazon Music, Apple Music e Spotify.